# Australian Open de 1991
O Australian Open de 1991 foi um torneio de tênis disputado nas quadras duras do Flinders Park, em Melbourne, na Austrália, entre 14 e 27 de janeiro. Corresponde à 23ª edição da era aberta e à 79ª de todos os tempos.

## Finais

### Profissional
| Categoria | Evento    | Campeã(s)(o/ões)                 | Vice-campeã(s)(o/ões)         | Resultado          | Chave(s)  | Chave(s)       |
| --------- | --------- | -------------------------------- | ----------------------------- | ------------------ | --------- | -------------- |
| Simples   | Masculino | Boris Becker                     | Ivan Lendl                    | 1–6, 6–4, 6–4, 6–4 | principal | qualificatório |
| Simples   | Feminino  | Monica Seles                     | Jana Novotná                  | 5–7, 6–3, 6–1      | principal | qualificatório |
| Duplas    | Masculino | Scott Davis David Pate           | Patrick McEnroe David Wheaton | 6–7, 7–6, 6–3, 7–5 | principal | principal      |
| Duplas    | Feminino  | Patty Fendick Mary Joe Fernandez | Gigi Fernández Jana Novotná   | 7–64, 6–1          | principal | principal      |
| Duplas    | Misto     | Jo Durie Jeremy Bates            | Robin White Scott Davis       | 2–6, 6–4, 6–4      | principal | principal      |

### Juvenil
| Categoria | Evento    | Campeã(s)(o/ões)                 | Vice-campeã(s)(o/ões)        | Resultado     | Chave(s)  | Chave(s)       |
| --------- | --------- | -------------------------------- | ---------------------------- | ------------- | --------- | -------------- |
| Simples   | Masculino | Thomas Enqvist                   | Stephen Gleeson              | 7–6, 6–7, 6–1 | principal | qualificatório |
| Simples   | Feminino  | Nicole Pratt                     | Kristin Godridge             | 6–4, 6–3      | principal | qualificatório |
| Duplas    | Masculino | Grant Doyle Joshua Eagle         | James Holmes Paul Kilderry   | 7–6, 6–4      | principal | principal      |
| Duplas    | Feminino  | Karina Habšudová Barbara Rittner | Joanne Limmer Angie Woolcock | 6–2, 6–0      | principal | principal      |